# Louise Bickerton
Louise Mildred Bickerton Cozens (Clifton Hill, 11 agosto 1902 – 6 giugno 1998) è stata una tennista australiana.

## Biografia
Durante la sua carriera, dopo aver perso per due volte consecutive in semifinale contro Esna Boyd, giunse in finale nel singolare all'Australian Championships nel 1929 perdendo contro Daphne Akhurst in tre set (6-1, 5-7, 6-2). L'anno successivo giunse nuovamente in semifinale venendo eliminata da Sylvia Lance.
In Australia riuscì comunque ad aggiudicarsi tre tornei di doppio nel 1927, in coppia con Meryl O'Hara Wood battendo Esna Boyd Robertson e Sylvia Lance Harper per 6-3, 6-3, e nel 1929 e nel 1931, entrambe le volte insieme a Daphne Akhurst Cozens, avendo la meglio nell'ordine sulle coppie formate da Sylvia Lance Harper e Meryl O'Hara Wood e da Nell Lloyd e Lorna Utz.
Raggiunse la finale del torneo per la quarta volta nel 1935 in coppia con Nell Hall Hopman, ma le due vennero sconfitte da Evelyn Dearman e Nancy Lyle, nella stessa edizione vinse però il torneo di doppio misto insieme a Christian Boussus.

## Statistiche

### Tornei dello Slam

#### Singolare
| V | F | SF | QF | #T | RR | Q# | A | ND |

(V) Torneo vinto; raggiunto (F) finale, (SF) semifinale, (QF) quarti di finale, (#T) turni 4, 3, 2, 1; (RR) round - robin; (Q#) Turno di qualificazione; (A) assente dal torneo; (ND) torneo non disputato.
| Torneo                      | 1925 | 1926 | 1927 | 1928 | 1929 | 1930 | 1931 | 1932 | 1933 | 1934 | 1935 | Titoli | V-S   |
| Grande Slam                 |      |      |      |      |      |      |      |      |      |      |      |        |       |
| Australian Championships    | 3T   | A    | SF   | SF   | F    | SF   | QF   | A    | A    | QF   | QF   | 0 / 8  | 18-8  |
| Open di Francia             | A    | A    | A    | 3T   | A    | A    | A    | A    | A    | A    | A    | 0 / 1  | 1-1   |
| Wimbledon                   | A    | A    | A    | 4T   | A    | A    | A    | A    | A    | A    | A    | 0 / 1  | 3-1   |
| U.S. National Championships | A    | A    | A    | A    | A    | A    | A    | A    | A    | A    | A    | 0 / 0  | 0-0   |
| Titoli                      | 0    | 0    | 0    | 0    | 0    | 0    | 0    | 0    | 0    | 0    | 0    | 0 / 11 | N/A   |
| Vittorie-Sconfitte          | 1-1  | 0-0  | 2-1  | 7-3  | 3-1  | 3-1  | 2-1  | 0-0  | 0-0  | 3-1  | 2-1  | N/A    | 23-10 |

#### Doppio
| V | F | SF | QF | #T | RR | Q# | A | ND |

(V) Torneo vinto; raggiunto (F) finale, (SF) semifinale, (QF) quarti di finale, (#T) turni 4, 3, 2, 1; (RR) round - robin; (Q#) Turno di qualificazione; (A) assente dal torneo; (ND) torneo non disputato.
| Torneo                      | 1925 | 1926 | 1927 | 1928 | 1929 | 1930 | 1931 | 1932 | 1933 | 1934 | 1935 | Titoli | V-S  |
| Grande Slam                 |      |      |      |      |      |      |      |      |      |      |      |        |      |
| Australian Championships    | QF   | A    | V    | SF   | V    | SF   | V    | A    | A    | SF   | F    | 3 / 8  | 20-5 |
| Open di Francia             | A    | A    | A    | 2T   | A    | A    | A    | A    | A    | A    | A    | 0 / 1  | 1-1  |
| Wimbledon                   | A    | A    | A    | QF   | A    | A    | A    | A    | A    | A    | A    | 0 / 1  | 2-1  |
| U.S. National Championships | A    | A    | A    | A    | A    | A    | A    | A    | A    | A    | A    | 0 / 0  | 0-0  |
| Titoli                      | 0    | 0    | 0    | 0    | 0    | 0    | 0    | 0    | 0    | 0    | 0    | 0 / 11 | N/A  |
| Vittorie-Sconfitte          | 1-1  | 0-0  | 3-0  | 4-3  | 4-0  | 1-1  | 5-0  | 0-0  | 0-0  | 2-1  | 3-1  | N/A    | 23-7 |